# Carl Lorenz
Carl Lorenz (n. 27 noiembrie 1913, Riesa, Saxonia, Germania – d. 25 noiembrie 1993, Bad Liebenwerda, Brandenburg, Germania) a fost un ciclist de performanță german, medaliat olimpic. A participat la o ediție a Jocurilor Olimpice (1936) în care a câștigat o medalie de aur.

## Participări
Lista de mai jos prezintă principalele competiții la care a participat Carl Lorenz de-a lungul carierei.
- cycling at the 1936 Summer Olympics – men's tandem[*]